# Route 30 (Terre-Neuve-et-Labrador)
Pour les articles homonymes, voir Route 30.
La route 30 est une route tertiaire de la province de Terre-Neuve-et-Labrador, située dans l'est de l'île de Terre-Neuve, sur la péninsule d'Avalon. Elle relie principalement Saint-Jean aux villages banlieues de Logy Bay et de Middle Cove. Elle est une route faiblement empruntée dans sa section au nord de la Route Transcanadienne, et moyennement à hautement empruntée dans sa section au sud de la Route Transcanadienne, à Saint-Jean. De plus, elle est nommée Logy Bay Rd., Middle Cove Rd. et Lower St., mesure 12 kilomètres, et est une route asphaltée sur l'entièreté de son tracé.

## Tracé
La 30 débute au terminus sud de la route 20, juste au nord de Saint-Jean, à son intersection avec la côte Kennas. Elle se dirige vers le nord pendant environ 8 kilomètres, traversant le nord de la ville de Saint-Jean. Elle croise ensuite la Route Transcanadienne, la route 1, à sa sortie 50. Ce point est d'ailleurs le terminus est de la Route Transcanadienne. Elle passe ensuite à l'ouest de Logy Bay, puis à Middle Cove, elle bifurque à l'ouest pour suivre la baie Tor. Elle se dirige finalement vers l'ouest pour 4 kilomètres, puis elle se termine sur une intersection en T, sur la route Torbay, l'ancienne route 20.

## Attrait
- Museum of Logy Bay-Middle Cove-Outer Cove

## Communautés traversées
- Saint-Jean
- Logy Bay
- Middle Cove
- Torbay